# Mont-roig (Alt Àneu)
El Mont-roig, de 2.864 metres, és una muntanya de la capçalera de les valls de Cardós i del Riu d'Unarre, fronterera entre Catalunya i Occitània. Els pobles més propers són Tavascan i Cerbi.
Està situat a cavall dels termes municipals d'Alt Àneu, la Guingueta d'Àneu i Lladorre, a la comarca del Pallars Sobirà, i de la comuna occitana de Coflens (Coserans), a la vall de Salau.
En el seu vessant meridional, disposa de dos refugis de muntanya oberts en les seves proximitats, el Refugi Mont-Roig "Enric Pujol" al sud-est, a l'altitud de 2.290 metres, i el Refugi de l'Estany de la Gola al sud, a l'altitud de 2.231 metres, construït l'any 2010.
Una característica particular de la muntanya és que té tres cims distribuïts al llarg d'una carena de 700 metres. Al cim més oriental (2.847 m) s'hi pot trobar un vèrtex geodèsic (referència 265063001). El punt més alt es troba seguint la carena en direcció NE (2.864 m). A l'extrem més occidental de la carena hi trobem el Mont-roig Nord (2.856 m), una punta de molt difícil accés des del cim principal perquè està separada de les altres per una canal molt pronunciada anomenada Canal Central o Canal de Mont-roig.
Aquest cim està inclòs al llistat dels 100 cims de la FEEC.

## Rutes
- Des de Tavascan, seguint la ruta que passa pel Refugi Mont-roig "Enric Pujol".
- Des de Cerbi, seguint la ruta que passa pel Refugi de l'Estany de la Gola o bé per la Vall de Nyiri i l'Estany de Buixasse.